# Котлів
Котлів (воно ж і Кітлове) — колишнє село, входило до складу Іркліївського району Черкаської області. Зникло у зв'язку із затопленням водами Кременчуцького водосховища у 1959-60-х роках.

## Історія
За Гетьманщини селище Котлів входило до складу Іркліївської сотні Переяславського полку.
Зі скасуванням сотенного устрою перейшло до Городиського повіту Київського намісництва.
За описом Київського намісництва 1781 року в селищі Котлів було 60 хат. За описом 1787 року в селищі проживало 205 душ. Було у володінні козаків і власника — бунчукового товариша Максима Требинського.
У ХІХ ст. село Котлів перебувало в складі Васютинської волості Золотоніського повіту Полтавської губернії.
Селище є на мапі 1816 року.
Селище було приписане до Преображенської церкви у Москаленках
У зв'язку зі створенням Кременчуцького водосховища у 1959-60-х роках, Котлів потрапив до переліку сіл що мали бути затоплені і відповідно зняті з обліку.
Багато котлівчан оселились у перенесеному селі Москаленки (сусіднє більше село, що також тоді було затоплене проте із переселенням).

## Уродженці
- Кривко Яким Олександрович (1903—1980) — український краєзнавець, історик та педагог, учасник німецько-радянської війни.